# Primarette
Primarette est une commune française située dans le département de l'Isère en région Auvergne-Rhône-Alpes.
Le village, historiquement situé dans la province du Dauphiné, est connu en raison de l'existence d'un loup anthropophage (ou plusieurs loups) dénommée « Bête de Primarette » qui tua plusieurs enfants au cours du XVIIIe siècle.
Ses habitants sont les Primarettois.

## Géographie

### Localisation et description
Primarette est un petit village à vocation nettement rurale, situé dans le nord-ouest du département de l'Isère, non loin de la ville de Beaurepaire.
Après avoir appartenu à la communauté de communes du Territoire de Beaurepaire, la commune a adhéré à la communauté de communes Entre Bièvre et Rhône depuis le 1er janvier 2019 à la suite d'une fusion des communautés de communes de ce secteur du département.

### Climat
Pour des articles plus généraux, voir Climat d'Auvergne-Rhône-Alpes et Climat de l'Isère.
En 2010, le climat de la commune est de type climat des marges montargnardes, selon une étude du Centre national de la recherche scientifique s'appuyant sur une série de données couvrant la période 1971-2000. En 2020, Météo-France publie une typologie des climats de la France métropolitaine dans laquelle la commune est dans une zone de transition entre le climat semi-continental et le climat de montagne et est dans la région climatique Moyenne vallée du Rhône, caractérisée par un bon ensoleillement en été (fraction d’insolation > 60 %), une forte amplitude thermique annuelle (4 à 20 °C), un air sec en toutes saisons, orageux en été, des vents forts (mistral), une pluviométrie élevée en automne (250 à 300 mm).
Pour la période 1971-2000, la température annuelle moyenne est de 11,1 °C, avec une amplitude thermique annuelle de 17,6 °C. Le cumul annuel moyen de précipitations est de 973 mm, avec 9,1 jours de précipitations en janvier et 6,9 jours en juillet. Pour la période 1991-2020, la température moyenne annuelle observée sur la station météorologique de Météo-France la plus proche, « Reventin », sur la commune de Reventin-Vaugris à 17 km à vol d'oiseau, est de 12,9 °C et le cumul annuel moyen de précipitations est de 775,7 mm,. Pour l'avenir, les paramètres climatiques de la commune estimés pour 2050 selon différents scénarios d'émission de gaz à effet de serre sont consultables sur un site dédié publié par Météo-France en novembre 2022.

### Hydrographie
Le Dolon, rivière d'une longueur de 33,5 km s'écoule au sud du territoire communal, selon un axe est-ouest avant de rejoindre le Rhône au niveau de la commune de Chanas.
La Varzay, d'une longueur de 3,56 km, s'écoule aux limites orientales du territoire communal, séparant son territoire avec celui de Saint-Julien-de-l'Herms. Il s'agit d'un affluent de la Varèze qui s'écoule plus au nord.
Le territoire communal comprend quelques étangs disséminés dont l'étang de Primarette, situé dans le Bois Marguary.

### Voies de communication

#### Voies routières
Le territoire communal est traversé par la RD538 dénommée ainsi entre Vienne et Salon-de-Provence se dénommait autrefois Route nationale 538. Cette ancienne route nationale qui passe à l'ouest du bourg permet de rejoindre l'agglomération de Beaurepaire.
La RD51 qui relie la RD1085 (ancienne Route nationale 85 reliant Grenoble à Bourgoin-Jallieu) à la RN7 passe au sud du territoire (dans la vallée du Dolon).

#### Voies ferrées
La commune est traversée par la ligne LGV Rhône-Alpes mise en service en 1994 et qui assure le contournement de l'agglomération lyonnaise par l'est avant de rejoindre la gare de gare de Valence TGV.
La gare ferroviaire la proche est la gare du Péage-de-Roussillon, située sur la ligne de Paris-Lyon à Marseille-Saint-Charles, desservie par les trains des réseaux TER Auvergne-Rhône-Alpes.

## Urbanisme

### Typologie
Au 1er janvier 2024, Primarette est catégorisée commune rurale à habitat dispersé, selon la nouvelle grille communale de densité à sept niveaux définie par l'Insee en 2022.
Elle est située hors unité urbaine et hors attraction des villes,.

### Occupation des sols
L'occupation des sols de la commune, telle qu'elle ressort de la base de données européenne d’occupation biophysique des sols Corine Land Cover (CLC), est marquée par l'importance des territoires agricoles (65,6 % en 2018), en augmentation par rapport à 1990 (62,8 %). La répartition détaillée en 2018 est la suivante : 
forêts (34,4 %), zones agricoles hétérogènes (24,9 %), prairies (21,4 %), terres arables (19,3 %). L'évolution de l’occupation des sols de la commune et de ses infrastructures peut être observée sur les différentes représentations cartographiques du territoire : la carte de Cassini (XVIIIe siècle), la carte d'état-major (1820-1866) et les cartes ou photos aériennes de l'IGN pour la période actuelle (1950 à aujourd'hui).

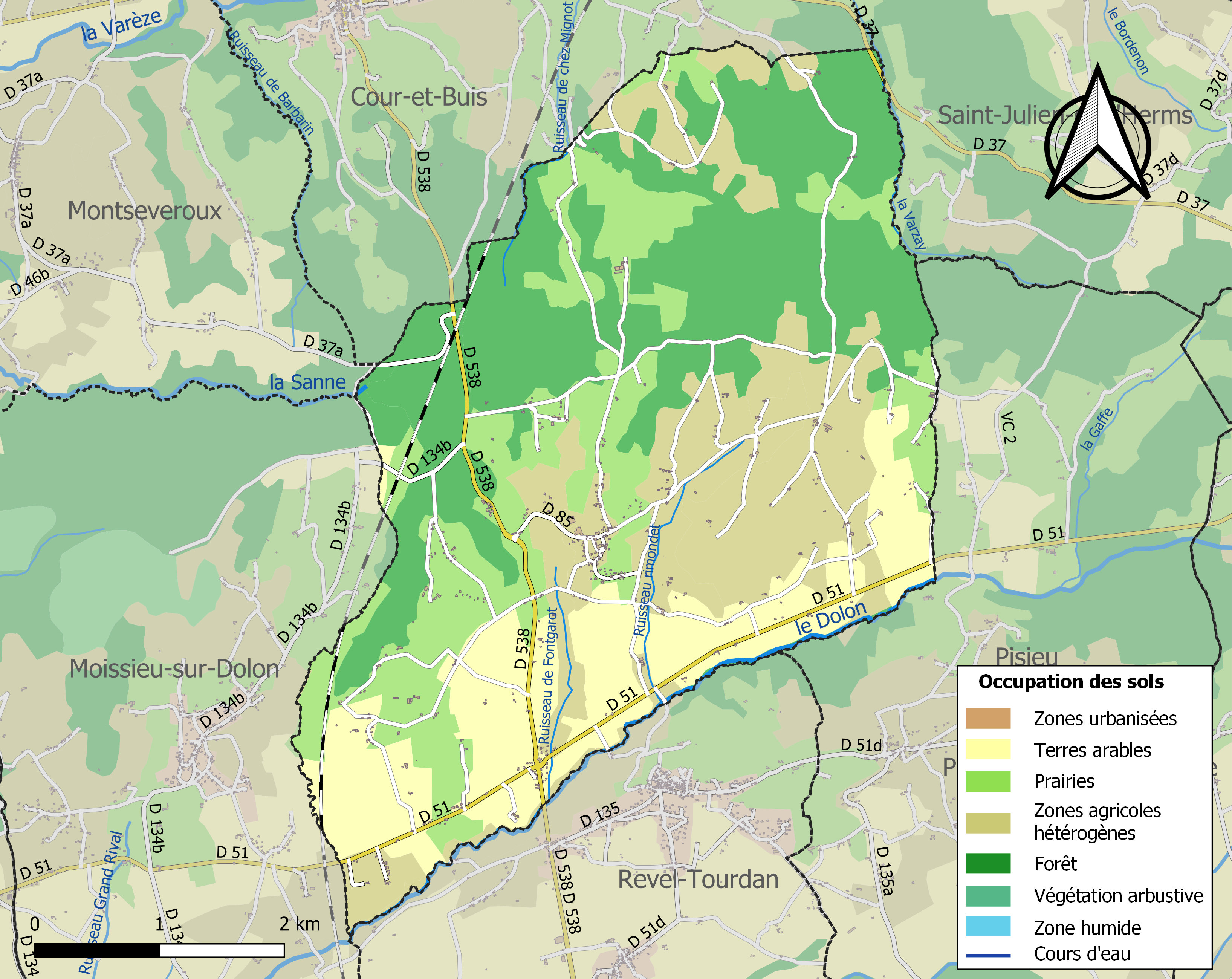
Carte des infrastructures et de l'occupation des sols de la commune en 2018 (CLC).

### Risques naturels et technologiques

#### Risques sismiques
L'ensemble du territoire de la commune de Primarette est situé en zone de sismicité n°3 (sur une échelle de 1 à 5), comme la plupart des communes de son secteur géographique.
| Type de zone | Niveau            | Définitions (bâtiment à risque normal) |
| ------------ | ----------------- | -------------------------------------- |
| Zone 3       | Sismicité modérée | accélération = 1,1 m/s2                |

## Histoire

### Préhistoire et Antiquité
Un hache polie datant de l'époque néolithique a été découverte par un habitant de la commune indiquant que le site était certainement habité à cette époque.
Des Celtes s'établissent sur le territoire de ce qui sera le bas-Dauphiné. Une de leurs nations, les Allobroges (terme signifiant : les gens venus d'ailleurs) arrive autour du VIe – Ve siècle av. J.-C. Le territoire contrôlé par ce peuple, ayant Vienne pour capitale, s'étendra de Genève au mont Pilat, en passant par Cularo (future ville de Grenoble).

### Moyen Âge et temps modernes

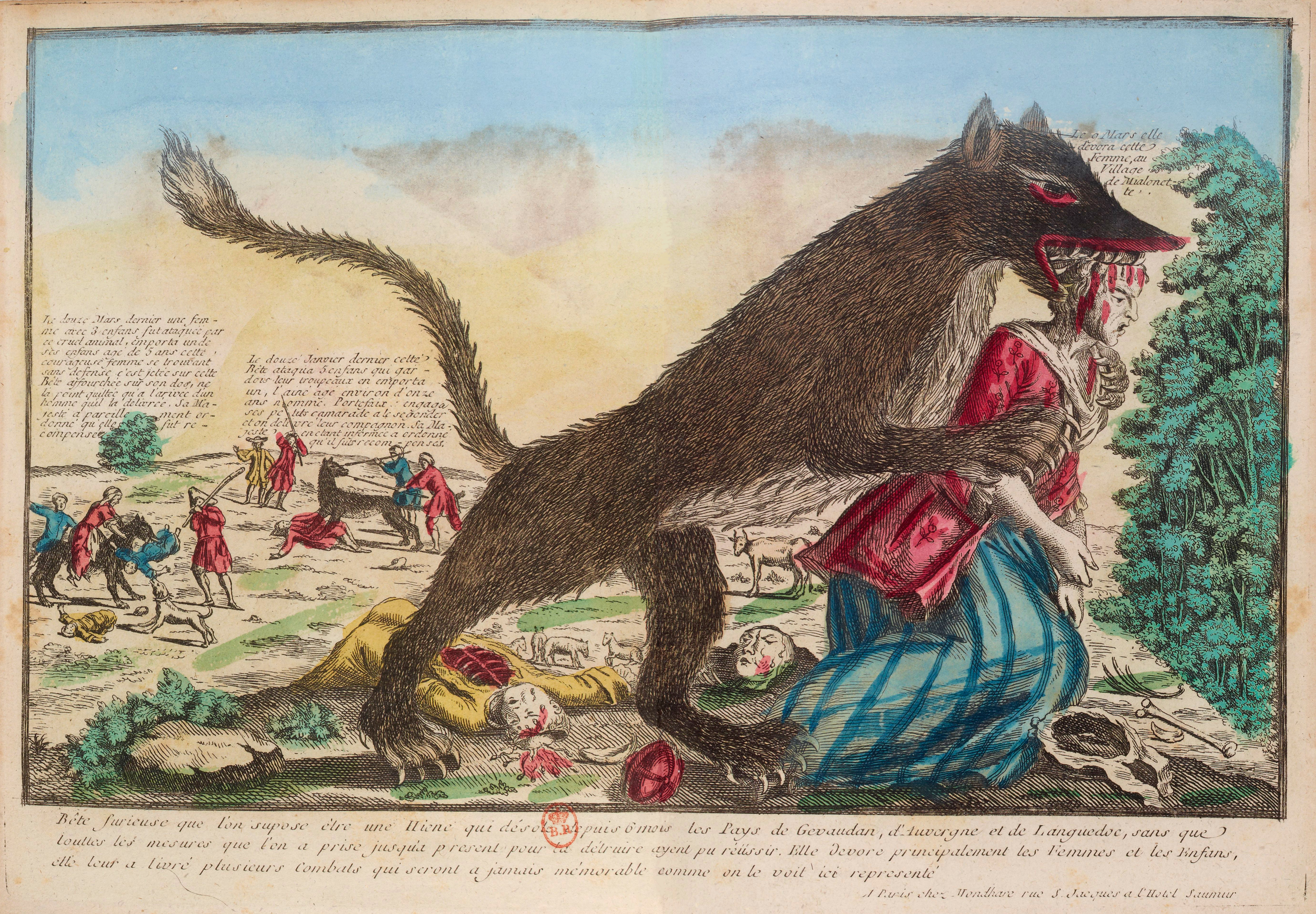
Un loup solitaire (voire une meute) peut s'attaquer à des êtres humains isolés (gravure du XVIII)

Entre 1747 et 1752, un animal anthropophage, appelé la « Bête de Primarette », est à l'origine de la mort de plusieurs enfants sur le territoire de la paroisse.
La dernière victime sur le territoire est retrouvée en 1752. Le curé de la paroisse, dénommé Favre a dessiné des têtes de loup en marge de ces actes de décès.
D'autres attaques de loups surviendront entre Vienne et Meyzieu, puis dans les environs de Savigny (Rhône), à l'été 1754. jusqu'à la fin de l'année 1756. Après ces attaques, il n'est plus fait mention dans les registres paroissiaux de personnes dévorées par des bêtes féroces dans ce secteur de la région.

## Politique et administration

### Liste des maires
| Période                                  | Période   | Identité          | Étiquette | Qualité |
| ---------------------------------------- | --------- | ----------------- | --------- | ------- |
| mars 1965                                | mars 2001 | Joseph Giordano   | PCF       |         |
| mars 2001                                | mars 2008 | Jean Collion      |           |         |
| mars 2008                                | juin 2020 | Angéline Apprieux | SE        |         |
| juin 2020                                | En cours  | Serge Mercier     | SE        |         |
| Les données manquantes sont à compléter. |           |                   |           |         |

## Population et société

### Démographie
L'évolution du nombre d'habitants est connue à travers les recensements de la population effectués dans la commune depuis 1800. Pour les communes de moins de 10 000 habitants, une enquête de recensement portant sur toute la population est réalisée tous les cinq ans, les populations de référence des années intermédiaires étant quant à elles estimées par interpolation ou extrapolation. Pour la commune, le premier recensement exhaustif entrant dans le cadre du nouveau dispositif a été réalisé en 2007.

En 2022, la commune comptait 694 habitants, en évolution de −3,88 % par rapport à 2016 (Isère : +3,07 %, France hors Mayotte : +2,11 %).
| 1800 | 1806  | 1821 | 1831  | 1836  | 1841  | 1846 | 1851 | 1856 |
| ---- | ----- | ---- | ----- | ----- | ----- | ---- | ---- | ---- |
| 930  | 1 000 | 933  | 1 003 | 1 105 | 1 149 | 825  | 836  | 803  |

| 1861 | 1866 | 1872 | 1876 | 1881 | 1886 | 1891 | 1896 | 1901 |
| ---- | ---- | ---- | ---- | ---- | ---- | ---- | ---- | ---- |
| 804  | 838  | 757  | 752  | 696  | 647  | 698  | 676  | 677  |

| 1906 | 1911 | 1921 | 1926 | 1931 | 1936 | 1946 | 1954 | 1962 |
| ---- | ---- | ---- | ---- | ---- | ---- | ---- | ---- | ---- |
| 657  | 655  | 587  | 624  | 604  | 565  | 485  | 456  | 408  |

| 1968 | 1975 | 1982 | 1990 | 1999 | 2006 | 2007 | 2012 | 2017 |
| ---- | ---- | ---- | ---- | ---- | ---- | ---- | ---- | ---- |
| 365  | 364  | 428  | 595  | 620  | 687  | 697  | 735  | 720  |

| 2022 | - | - | - | - | - | - | - | - |
| ---- | - | - | - | - | - | - | - | - |
| 694  | - | - | - | - | - | - | - | - |

### Enseignement
La commune est rattachée à l'académie de Grenoble.

### Médias
Historiquement, le quotidien à grand tirage Le Dauphiné libéré consacre, chaque jour, y compris le dimanche, dans son édition de Vienne Nord-Isère, un ou plusieurs articles à l'actualité de la communauté de communes, ainsi que des informations sur les éventuelles manifestations locales, les travaux routiers, et autres événements divers à caractère local.
Ici Isère est la radio publique qui émet sur son territoire ainsi que dans tout le département de l'Isère.

### Cultes
La communauté catholique de Primarette et son église (propriété de la commune) relève de la paroisse Paroisse Saint Benoît du pays de Beaurepaire qui regroupe treize églises de la région. Cette paroisse dont le siège (maison paroissiale) se situe à Beaurepaire, est rattachée au Diocèse de Grenoble-Vienne.

## Culture et patrimoine

### Lieux et monuments
- Église paroissiale Saints-Pierre-et-Paul de Primarette.

### Personnalités liées à la commune
- Laura André-Boyet (1982 -) : Instructrice d’astronautes à l’Agence spatiale européenne (ESA). Basée à Cologne (Allemagne), elle a notamment entraîné l’astronaute Thomas Pesquet pour la mission Proxima 2016/2017 à bord de la Station spatiale internationale (ISS). En février 2025, les éditions Fayard ont publié son ouvrage Open Space.

### Héraldique
|  | Primarette possède des armoiries dont l'origine et le blasonnement exact ne sont pas disponibles. |